# Anapistula bifurcata
Espèce
Anapistula bifurcata est une espèce d'araignées aranéomorphes de la famille des Symphytognathidae.

## Distribution
Cette espèce est endémique du Territoire du Nord en Australie. Elle se rencontre sur le mont Gilruth.

## Description
Le mâle holotype mesure 0,48 mm et la femelle paratype 0,52 mm.

## Publication originale
- Harvey, 1998 : A review of the Australasian species of Anapistula Gertsch (Araneae: Symphytognathidae). Records of the Western Australian Museum, vol. 19, p. 111-120 (texte intégral).